# Berufsförderungswerk Leipzig

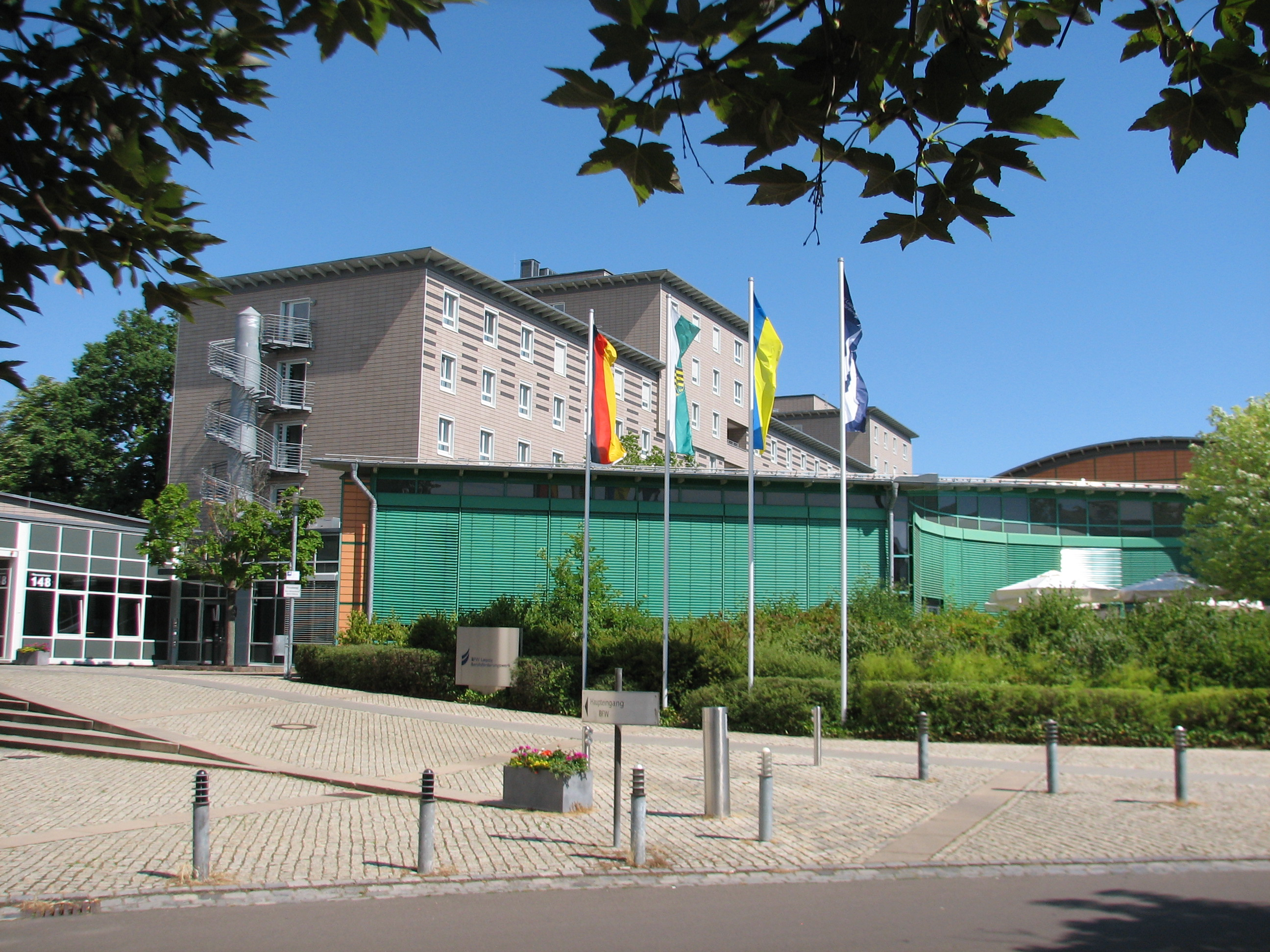
Berufsförderungswerk Leipzig

Das Berufsförderungswerk Leipzig gemeinnützige GmbH (BFW Leipzig) ist eine 1990 gegründete Einrichtung zur Förderung der Teilhabe am Arbeitsleben (berufliche Rehabilitation). Als Tochter-Unternehmen der Deutschen Rentenversicherung bietet es Menschen, die sich aufgrund einer gesundheitlichen Beeinträchtigung nach Krankheit oder einem Unfall beruflich neu orientieren müssen, Hilfen für eine Rückkehr in das Arbeitsleben an.

## Geschichte
Die Gründung fand am 8. November 1990 als Berufsförderungswerk für Leipzig durch das Berufsförderungswerk München statt. Am 14. Oktober 1991 wurde die Einrichtung in Berufsförderungswerk Leipzig gemeinnützige GmbH umbenannt.
Der Unterrichts- und Lehrbetrieb begann am 15. Oktober 1991. Die Kosten für den Bau des BFW betrugen mehr als 134 Millionen D-Mark. Hauptkostenträger sind die Deutsche Rentenversicherung und die Agentur für Arbeit.
In Chemnitz wurde am 13. März 2003 die erste von insgesamt fünf Außenstellen eröffnet. Es folgten am 1. Juni 2004 die Außenstelle in Zwickau, am 3. September 2007 die Außenstelle in Döbeln, am 17. März 2008 die Außenstelle in Plauen und im Juli 2010 die Außenstelle in Brand-Erbisdorf. Aufgrund der rückläufigen Nachfrage nach beruflicher Rehabilitation in Zwickau, Döbeln, Plauen und Brand-Erbisdorf wurden die Außenstellen nach und nach geschlossen. Das Berufsförderungswerk in Leipzig und die Außenstelle in Chemnitz sind derzeit mit ca. 900 Teilnehmenden (Stand 10.2024) in allen Maßnahmen sehr gut ausgelastet.
Derzeit sind rund 270 Beschäftigte im Berufsförderungswerk Leipzig und in der Außenstelle Chemnitz tätig.
Seit seiner Gründung im Jahr 1990 haben über 9000 Teilnehmende einen neuen Beruf im BFW Leipzig erlernt. Seit 2012 finden regelmäßig reha-wissenschaftliche Kolloquien und Fachkunden im BFW Leipzig zu Themen der beruflichen Rehabilitation in Verbindung zur Arbeitswelt statt. Zudem gibt es zweimal im Monat stattfindende Info- und Beratungstage für Interessierte.
Der BFW-Gebäudekomplex hat mehr als 15.000 Quadratmeter Hauptnutzfläche. Im siebengeschossigen Internats-Hochbau mit zwei Querflügeln gibt es derzeit 248 Internatsplätze für BFW-Kursteilnehmer von außerhalb.

## Foto-Impressionen

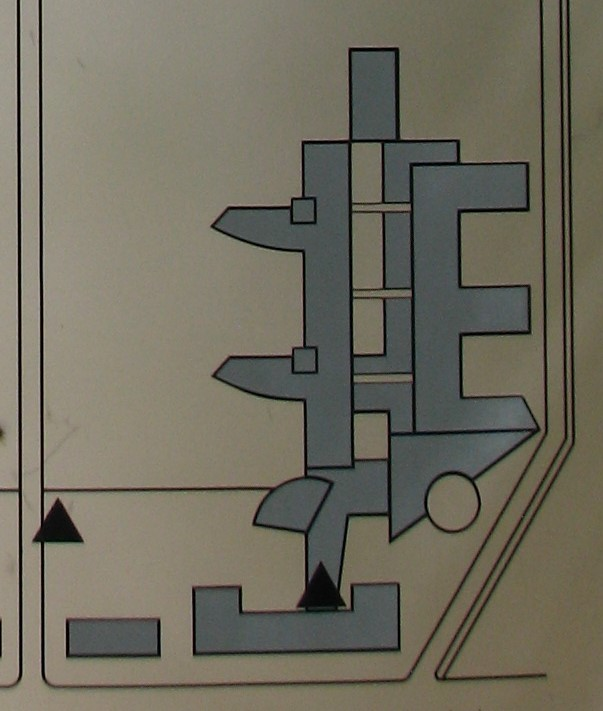
Berufsförderungswerk Leipzig aus der Vogelperspektive, schematische Darstellung
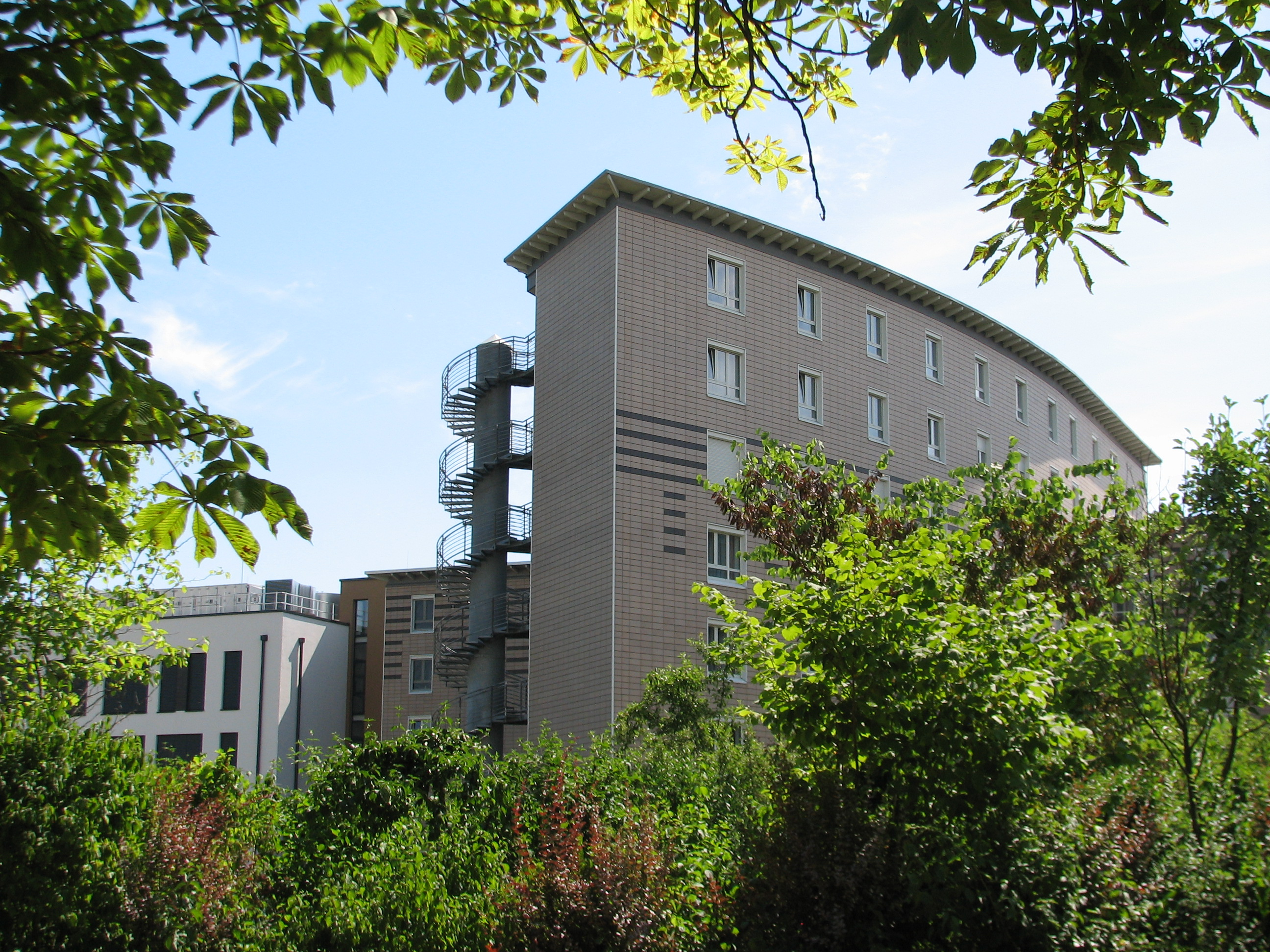
BFW-Internat mit 248 Zimmern (Einzelzimmer, Zimmer für Alleinerziehende mit Kind sowie für Rollstuhlfahrende)
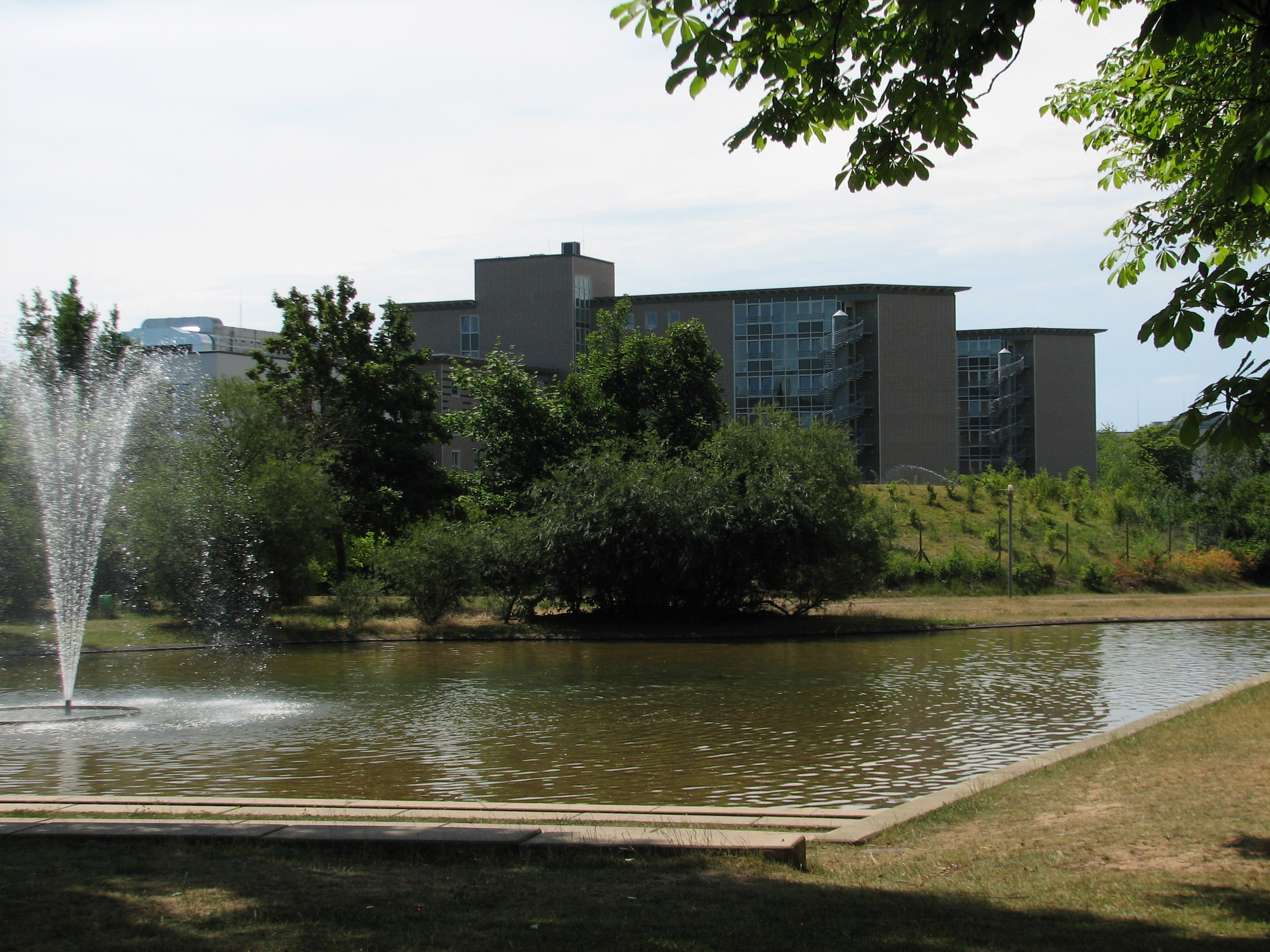
Rück-Ansicht 1 mit Park des zugehörigen Sozialversicherungszentrums
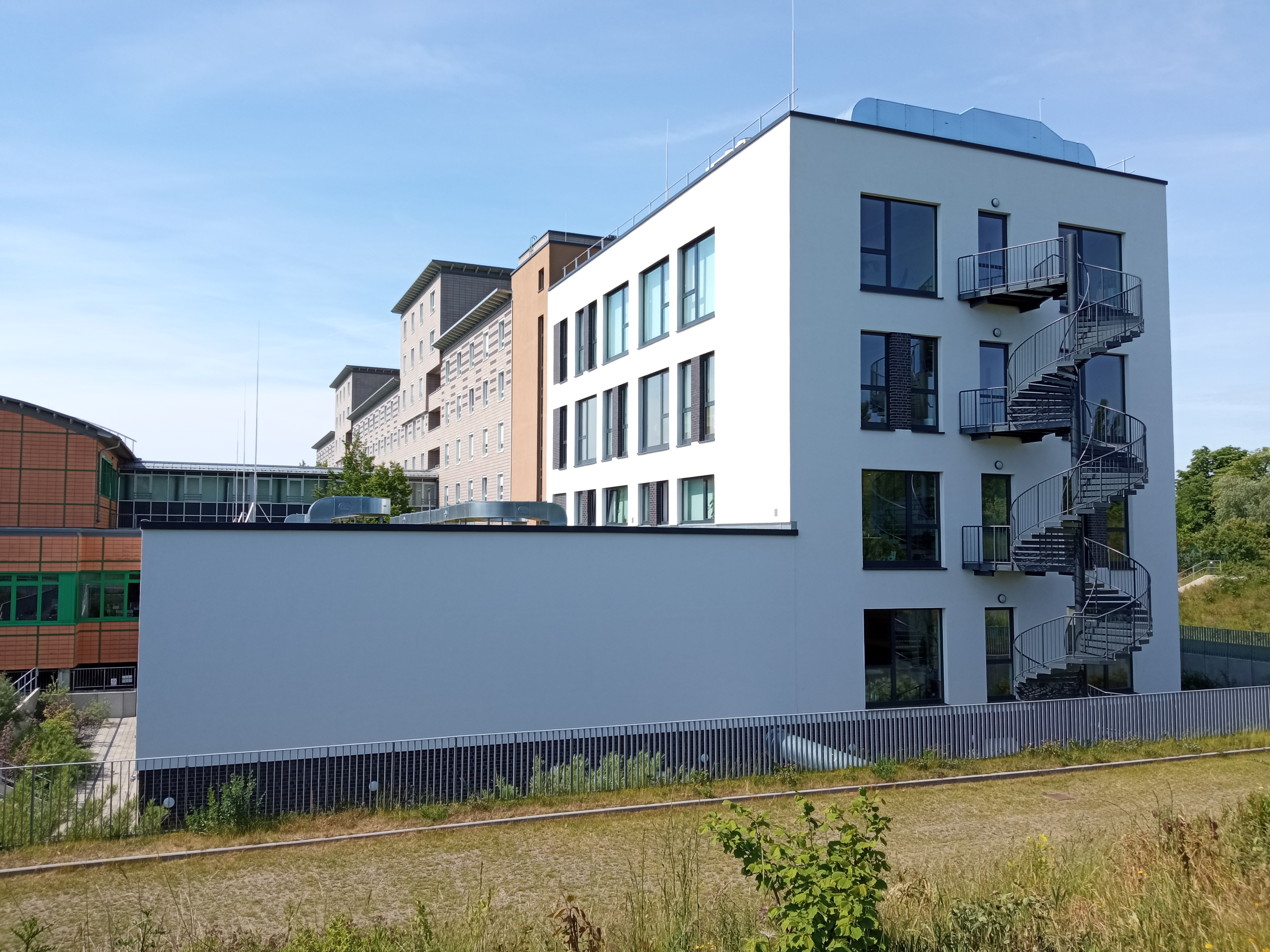
Rück-Ansicht – BTZ am BFW in Leipzig
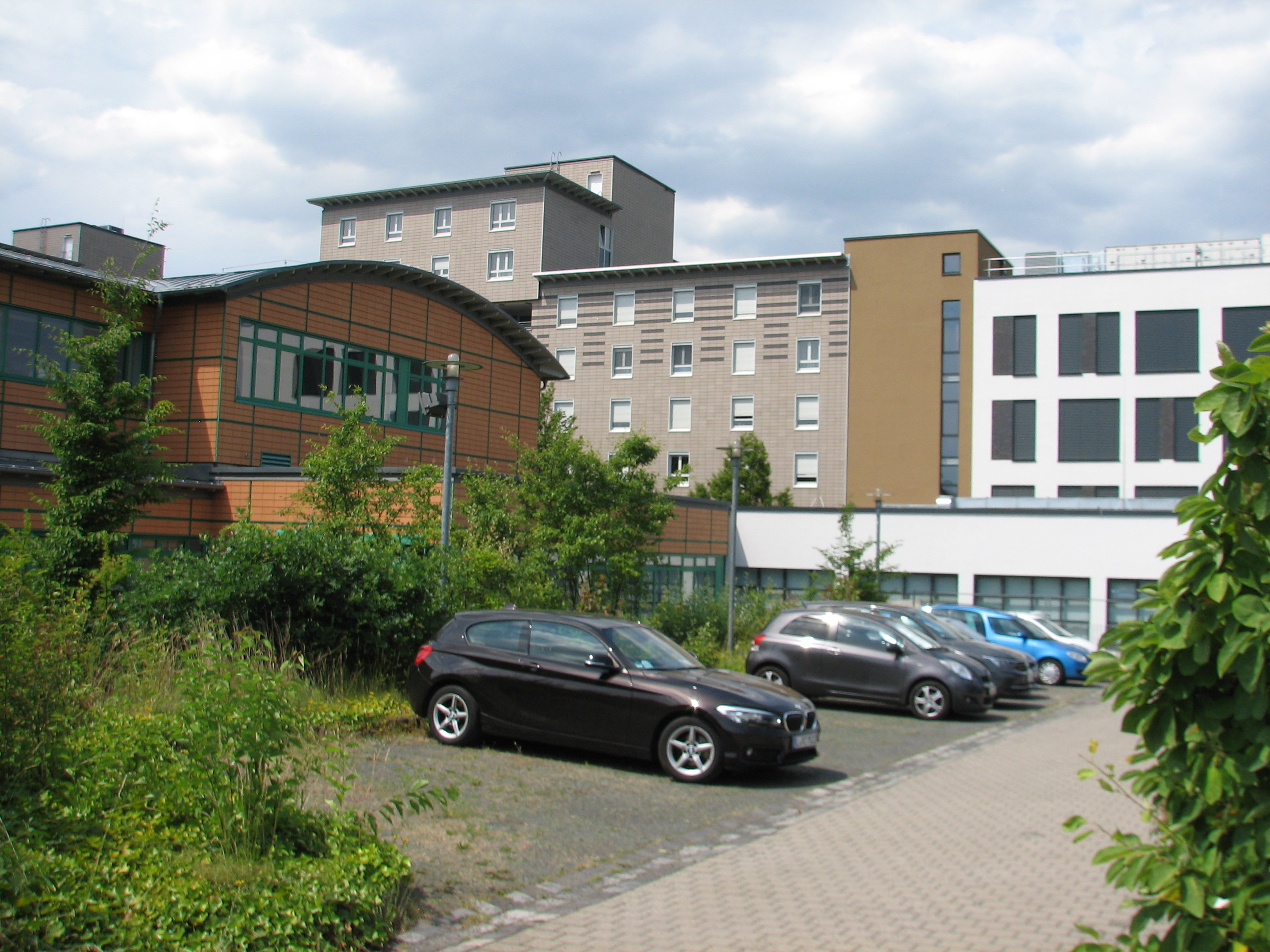
Seiten-Ansicht zu den Werkstatträumen